# 경상도우회기념회장 암각
경상도우회기념회장 암각은 전라남도 목포시 온금동에 있다. 2012년 5월 21일 목포시의 문화유산 제10호로 지정되었다.

## 개요
이 암각은 유달산 자락으로 옆으로 길게 뻗은 온금동 마을 뒷산의 가운데쯤 자리하고 있다. 원래 동네사람들 사이에서 장사바위로 불리는 커다란 바위에 글씨를 새겨놓은 것이다. 바위의 정면에 '경상도우회기념회장(慶尙道友會紀念會場)'이라 새겨져 있고, 그 왼편에 '대정십년육월일(大正十年六月日)'이라는 1921년 조성년대와 함께 주요 임원의 이름이 명기되어 있다. 주요 임원으로 회장 이근창, 부회장 최수붕, 총무 김봉로, 재무 배화옥, 평의원 김영섭임을 알 수 있고, 회장 기증자로 '홍양균, 김영수'의 이름이 있다. 뒤편 바위 상부에는 모임의 상징마크로 추정되는 문양이 새겨져 있다.